# Belogradchik
Belogradchik (en búlgaro: Белоградчик) es una ciudad de Bulgaria en la provincia de Vidin.
En el año 2008 obtuvo la distinción EDEN, que otorga la Comisión Europea, a uno de los veinte «Mejores destinos de turismo y el patrimonio intangible local». Es famosa por la Fortaleza Belogradchik, construida al suroeste, a un costado y sobre unas formaciones rocosas que le dan una vista particular.

## Geografía
Se encuentra a una altitud de 526 m s. n. m. a 164 km de la capital nacional, Sofía.

## Demografía
Según estimación 2012 contaba con una población de 5 486 habitantes.
|         | 2004  | 2005  | 2006  | 2007  | 2008  | 2009  | 2010  |
| Mujeres | 2 862 | 2 811 | 2 791 | 2 753 | 2 742 | 2 718 | 2 668 |
| Varones | 2 777 | 2 731 | 2 728 | 2 662 | 2 657 | 2 616 | 2 574 |
| Total   | 5 639 | 5 542 | 5 519 | 5 415 | 5 399 | 5 334 | 5 242 |